# Stachus
Der Stachus, offiziell Karlsplatz, ist ein Platz im Zentrum Münchens. Er wird halbkreisförmig vom neobarocken Stachus-Rondell umgeben, das 1899–1901 nach Plänen von Gabriel von Seidl errichtet wurde. Über den Stachus fuhren 2022 täglich 41000 Kraftfahrzeuge.

## Geschichte

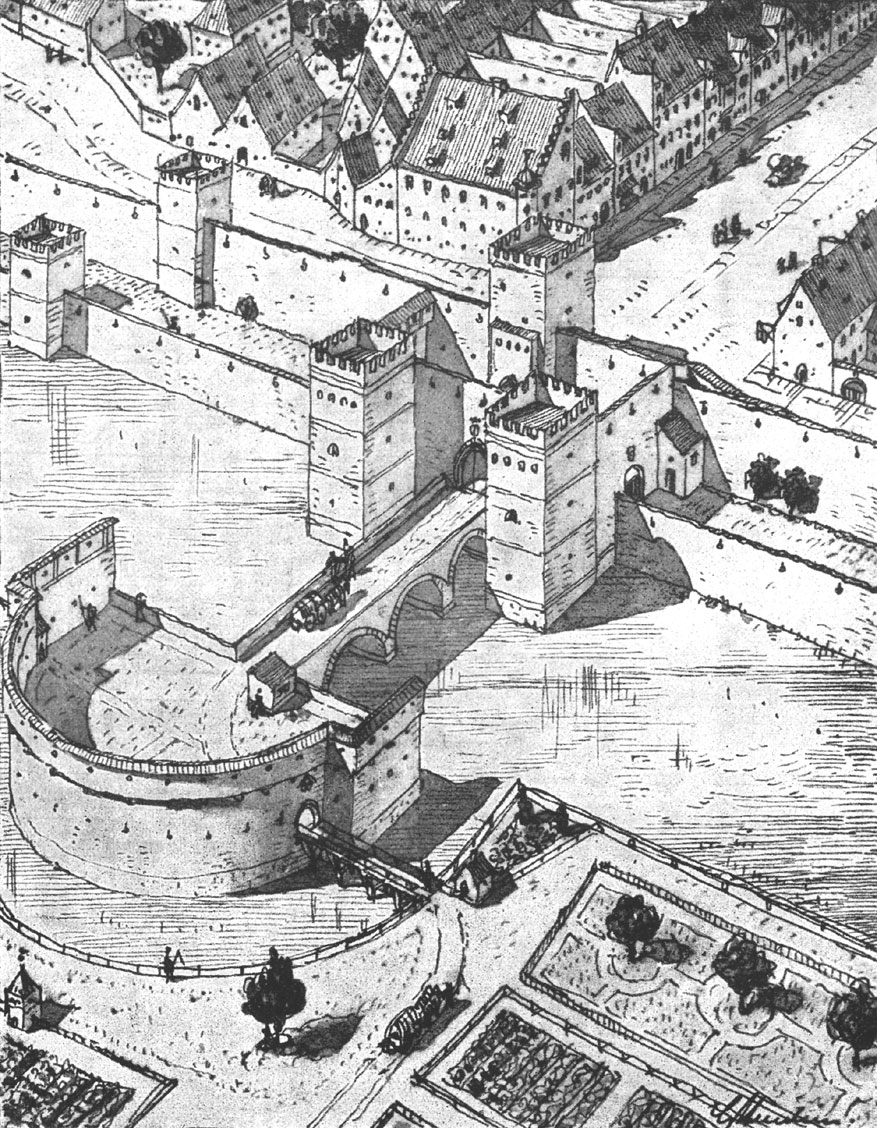
Neuhauser Tor mit Stadtgraben und vorgelagertem Rondell

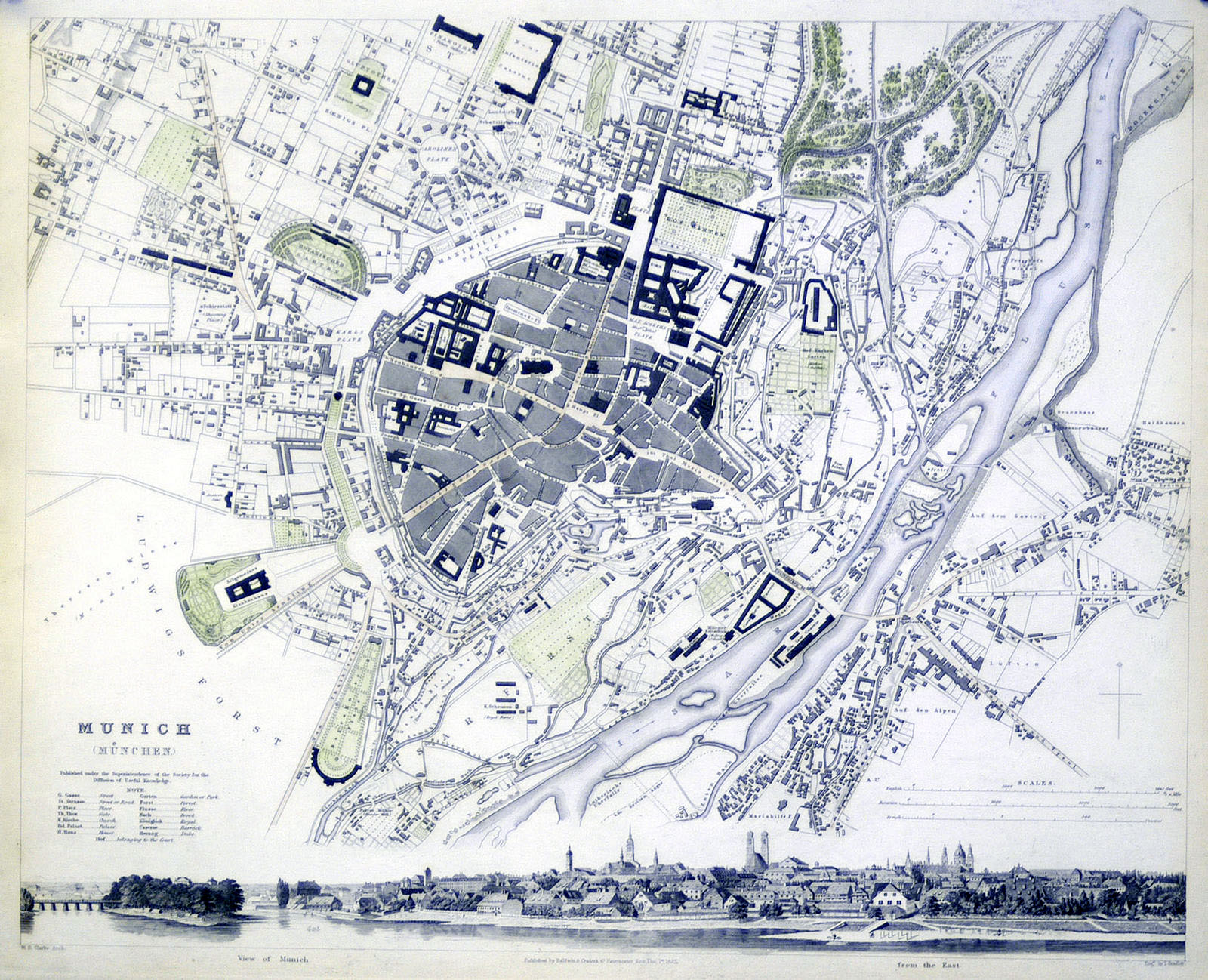
Stadtplan von 1844 mit Karlsplatz

### Vorgeschichte
Der Karlsplatz liegt an einer Stelle, über die im Mittelalter die Salzstraße führte, die Herzog Heinrich der Löwe von Föhring nach München verlegt hatte und der die Stadt München ihre Existenz und ihren Wohlstand verdankte. Beim Bau der zweiten Stadtmauer in der zweiten Hälfte des 13. Jahrhunderts wurde hier ein Stadttor errichtet, das 1302 erstmals urkundlich erwähnt und nach dem nächsten Ort, zu dem die Straße führte, Neuhauser Tor genannt wurde. Im 15. Jahrhundert wurde dieses Tor verstärkt und erhielt ein Vortor mit zwei flankierenden Seitentürmen, das heute noch erhalten ist und den Abschluss des Platzes nach Osten bildet. Ebenfalls im 15. Jahrhundert wurde vor dem Tor ein Vorwerk in Form eines Rondells errichtet, dessen Fundamente beim Bau des Stachusuntergeschosses im Rahmen der Anlage der Stammstrecke der S-Bahn wiederentdeckt wurden. Im 17. Jahrhundert wurde eine Wallbefestigung um München herum angelegt, dabei wurde anstelle des Rondells eine Bastion des Walls auf dem heutigen Karlsplatz errichtet.

### Geschichte als Platz
Am 18. März 1791 erhielt Benjamin Thompson von Kurfürst Karl Theodor die Vollmacht, die Bastion vor dem Neuhauser Tor zu schleifen und die Zufahrt zu dem Tor neu zu gestalten. Im August begannen die entsprechenden Arbeiten. Dies war der Beginn der Entfestigung Münchens.

### Namensgeschichte

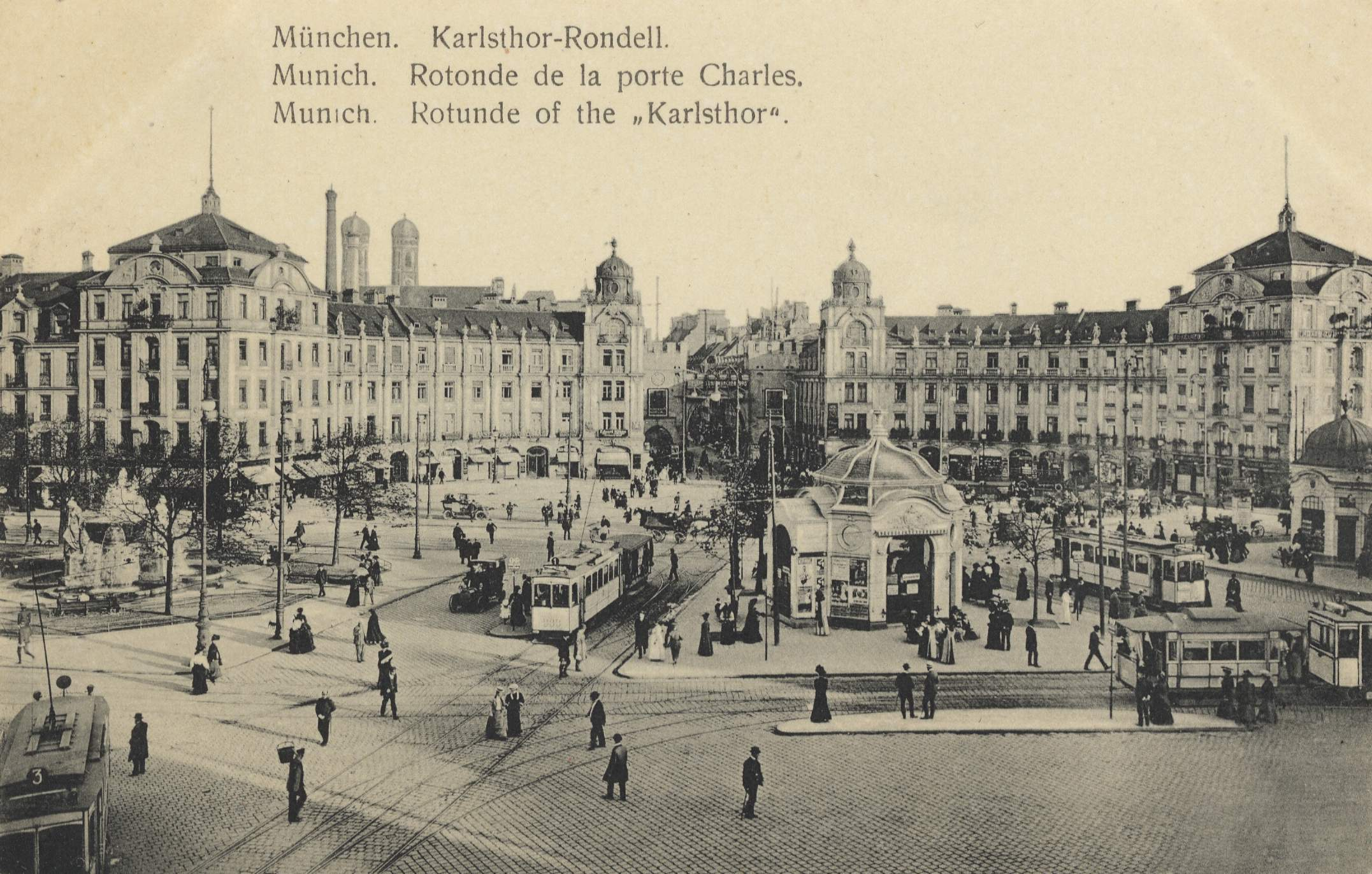
Karlsplatz-Rondell mit Eckturm-Kuppeln im 19. Jahrhundert

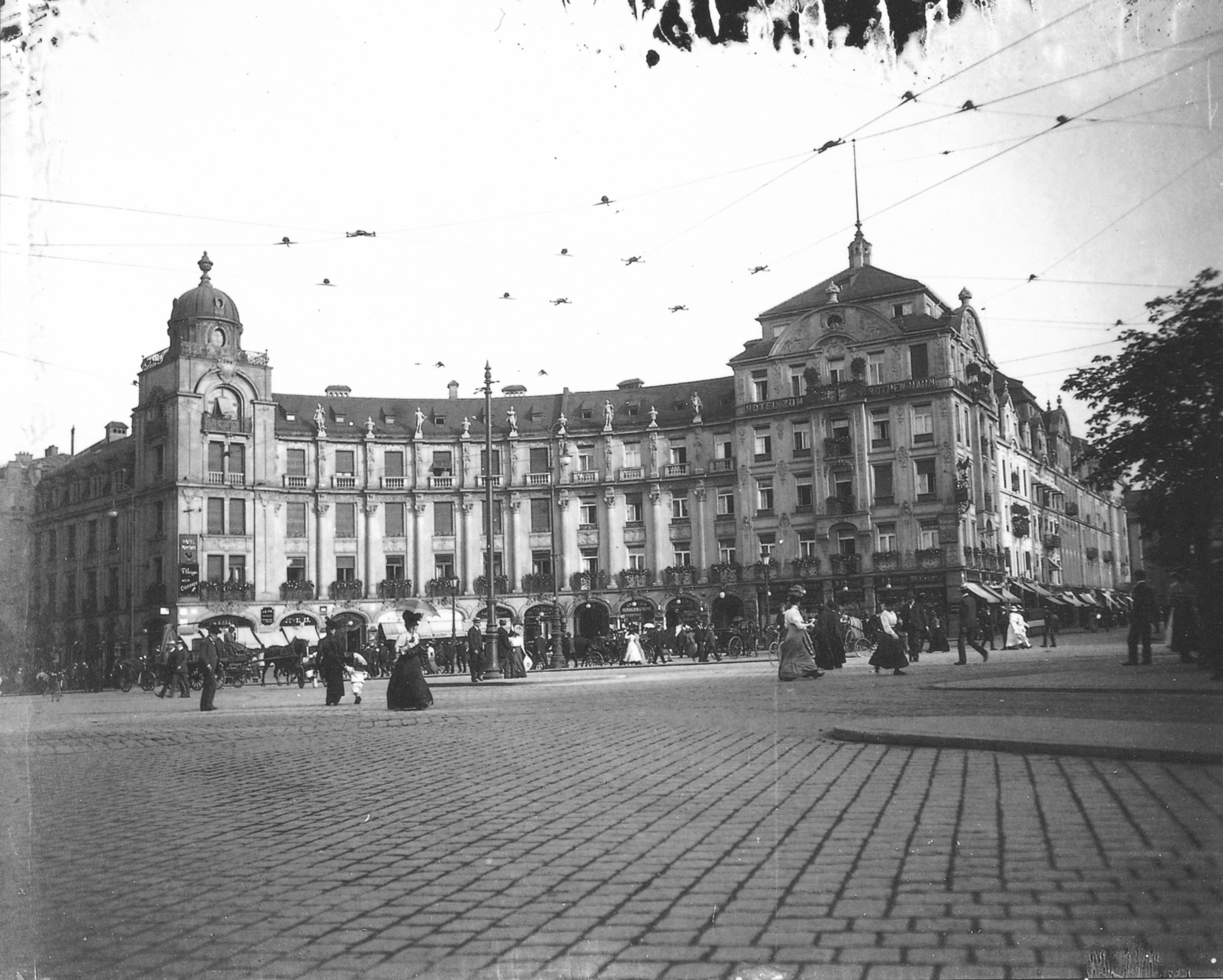
Das südliche Karlstor-Rondell, rechts die Sonnenstraße, um 1905

Auf dem Eckgrundstück Sonnenstraße / Bayerstraße, wo heute der Kaufhof steht, stand im 18. Jahrhundert ein Haus, das seit 1710 im Besitz der Familie Föderl war, die dort und in dem dazugehörigen Garten Bier ausschenkte. Seit 1728 ist dort ein Mathias Eustachius Föderl, genannt „Eustach“, als Wirt verzeichnet. Nach ihm erhielt die Gastwirtschaft den Namen „Stachus“, der als Stachus-Wirt und Stachus-Garten auch noch bezeugt ist, nachdem der Betrieb von einer anderen Familie übernommen worden war. Von der Gastwirtschaft wurde der Name „Stachus“ dann auf den Platz übertragen, an dem sie lag. Allerdings war Eustach Föderl offensichtlich im 19. Jahrhundert nicht mehr bekannt, so dass man nach anderen Erklärungen für den Namen suchte. So leitete z. B. Felix Joseph Lipowski 1815 in seinen Urgeschichten von München den Namen Stachusgarten von „der Herren Stachelschüssen“ ab, einer mittelalterlichen Schießstätte für Pfeilschützen vor dem Neuhauser Tor.
Nach seiner Anlage 1791 hieß der Platz offiziell nach dem an ihm gelegenen Tor zunächst „Neuhauser-Thor-Platz“, ähnlich wie heute noch der Isartorplatz und der Sendlinger-Tor-Platz. Nachdem das Neuhauser Tor im Juli 1792 zu Ehren des bayerischen Kurfürsten Karl Theodor in Karlstor umbenannt worden war, behielt der Platz zunächst seinen alten Namen; erst im Februar 1793 ist der Name „Karls-Thor-Platz“ belegt. Am 27. April 1797 genehmigte Karl Theodor die Umbenennung des Platzes in Karlsplatz. Dass der Pfälzer Kurfürst bei den Münchnern äußerst unbeliebt war, ist vielleicht ein Grund dafür, dass der alte Name „Stachus“ weiter in Gebrauch blieb; er ist in München sogar Bestandteil der elektronischen S-Bahn- und U-Bahn-Ansage.

## Beschreibung

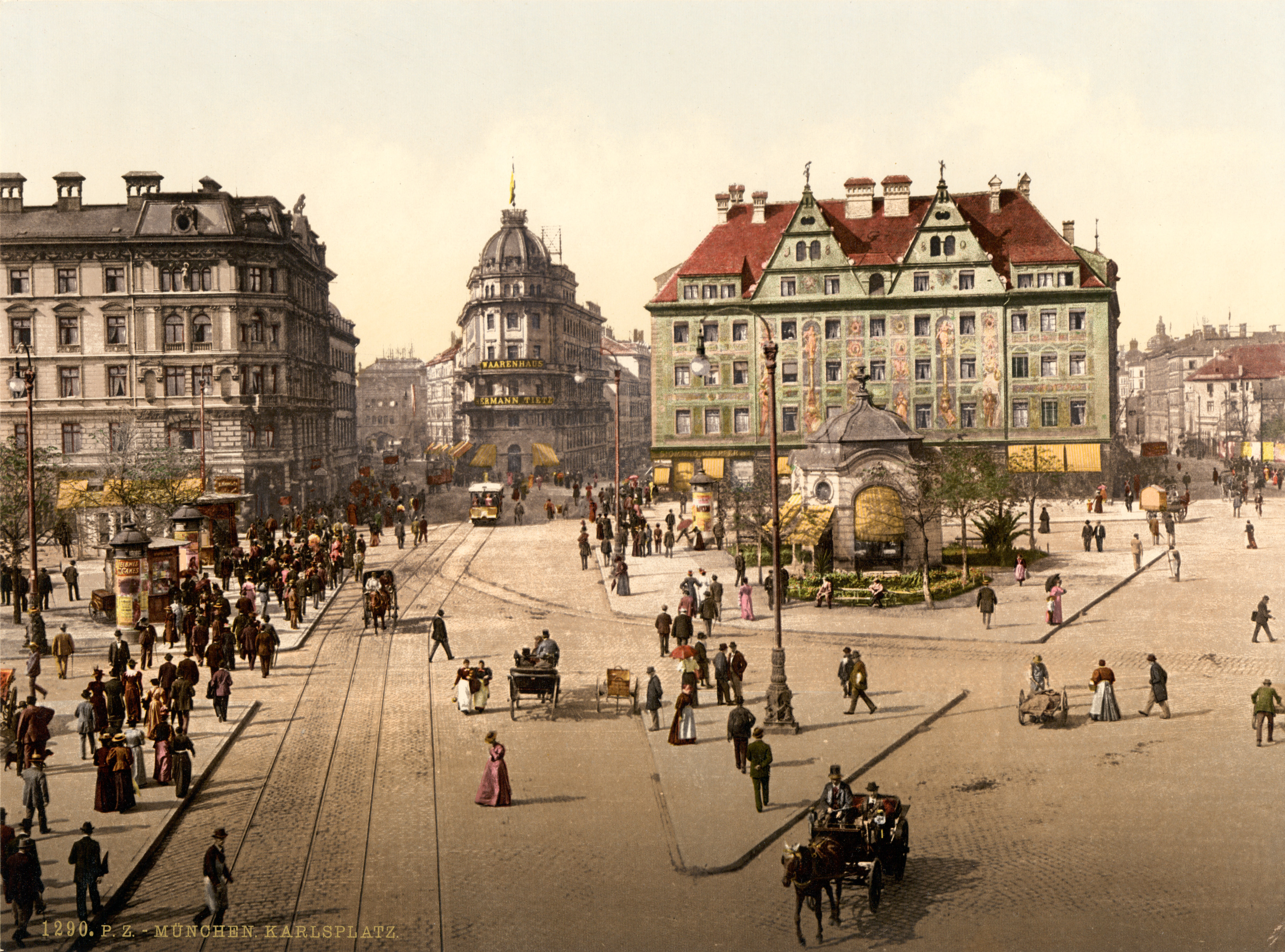
Die Stachus-Westseite mit dem Hotel Königshof (rechts) und dem Pini-Haus (Mitte) und dem Hotel Stachus (links), Ende des 19. Jahrhunderts

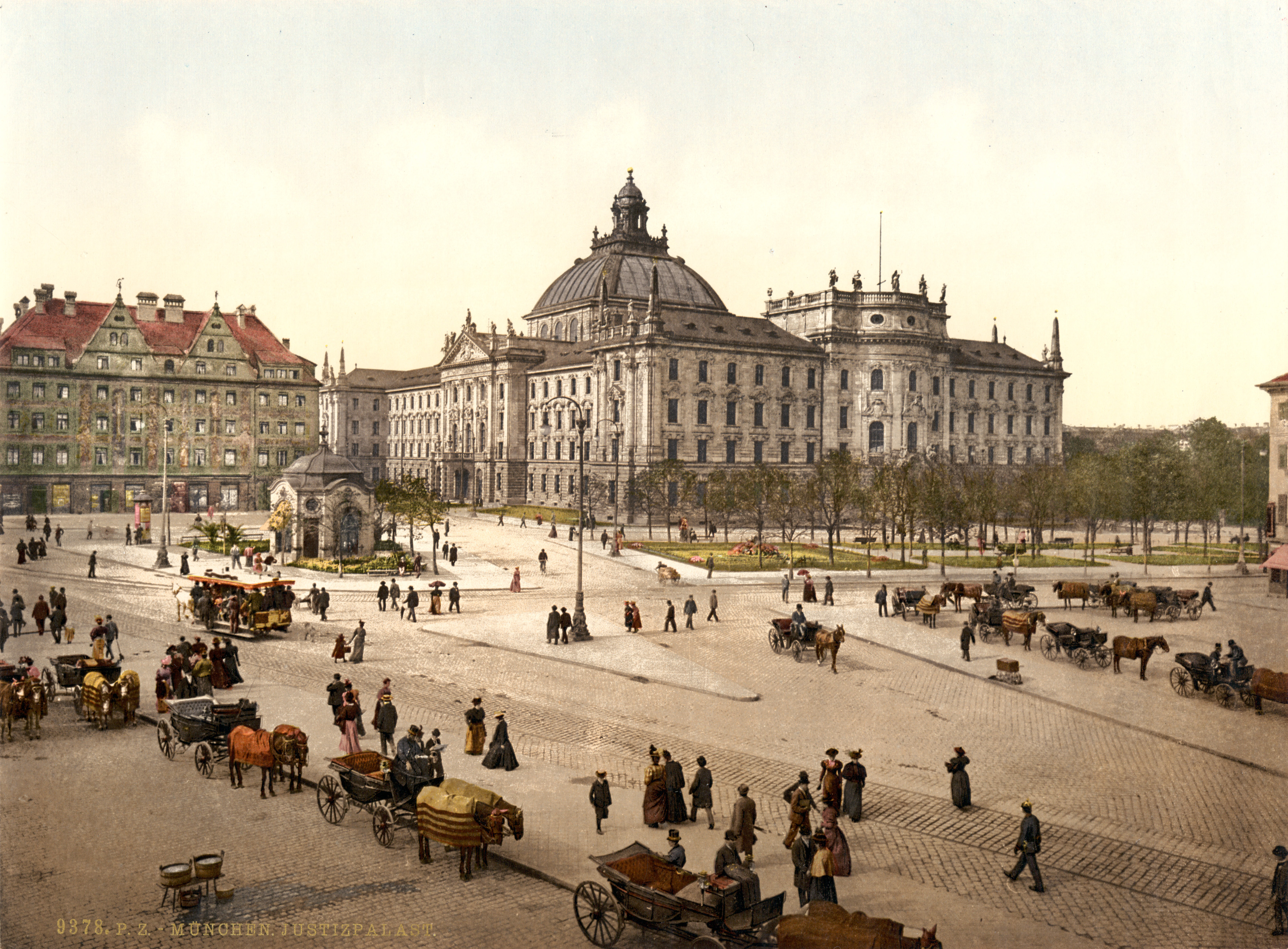
Die Stachus-Westseite mit dem Justizpalast, Ende des 19. Jahrhunderts

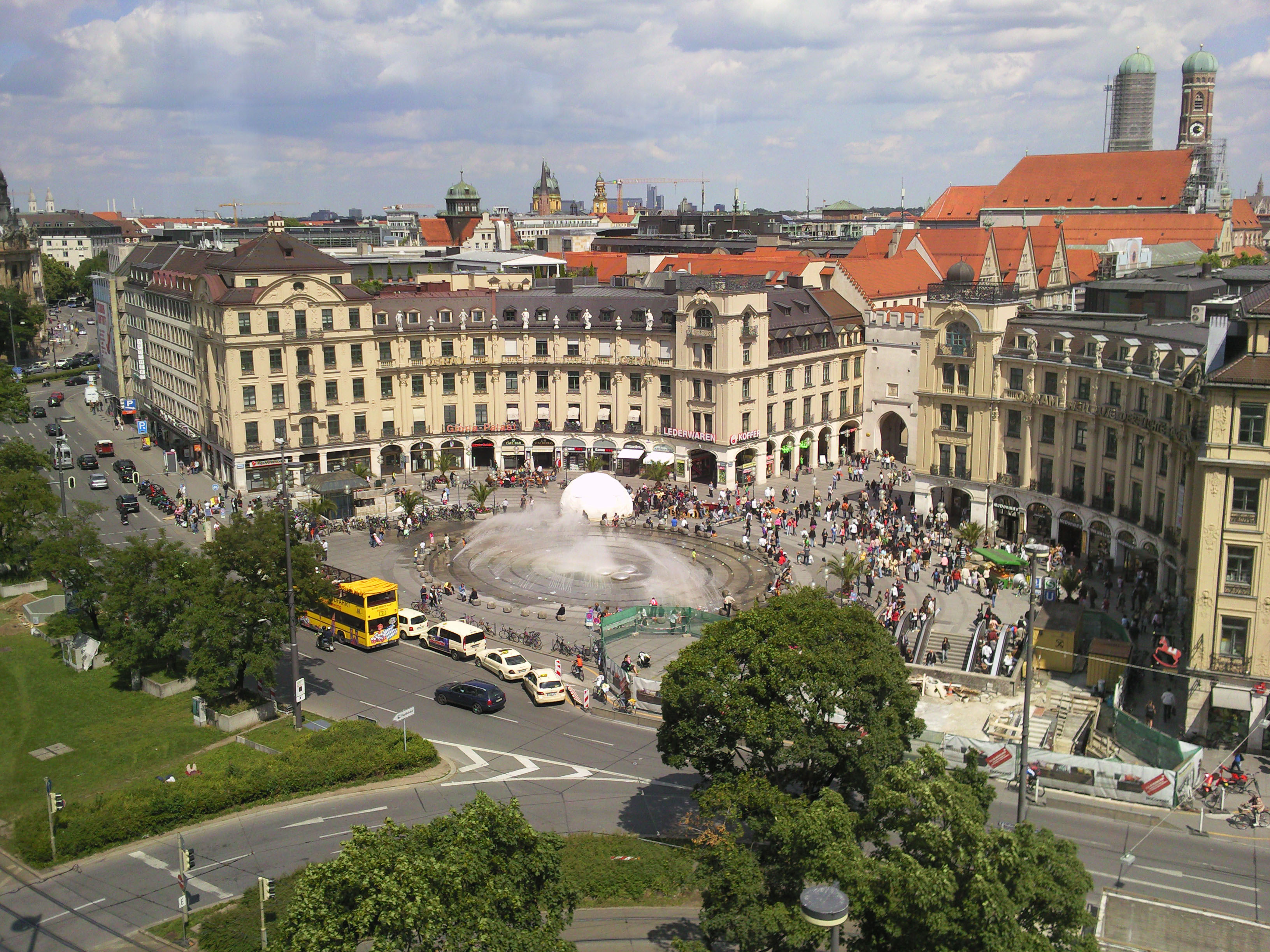
Stachus 2009

Der Stachus entwickelte sich in der Zeit des Wirtschaftswunders zum autoverkehrsreichsten Platz Europas, bis sein Ostteil mit der Neuhauser Straße, die am Karlstor beginnt und am Färbergraben endet, in eine Fußgängerzone umgewandelt wurde. Dies wird durch die Münchner Redewendung „Da geht’s ja zu wie am Stachus“ belegt. 
Von Mitte Mai 1968 bis Herbst 1970 verband eine hölzerne Fußgängerbrücke in Ost- und den Westteil des Stachus. Die Umwandlung des Ostteils in eine Fußgängerzone erfolgte im Vorfeld der XX. Olympischen Spiele in München.

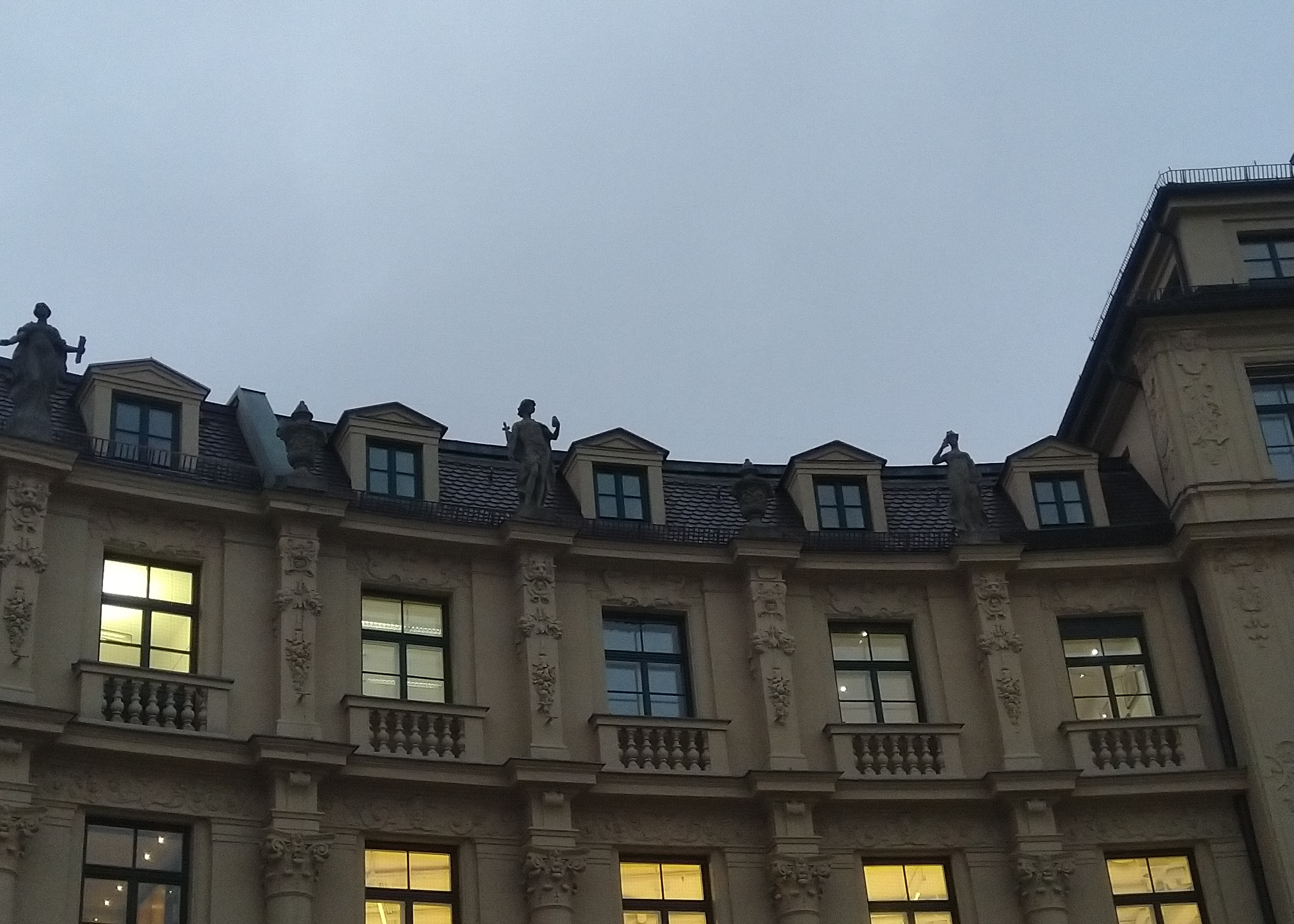
Nahaufnahme der südlichen Hälfte des südlichen Karlsplatzrondells mit Säulen, Steinfiguren und Fassadenausformung (Stuck)

Die den Platz begrenzenden Rondellbauten wurden in den Jahren 1796 bis 1802 erbaut. 1899 bis 1902 wurden sie durch Gabriel von Seidl aufgestockt und zu einem Ensemble mit Stuckfassaden, Steinfiguren, Säulen und schmiedeeisernen Balkonbrüstungen umgebaut. Dabei wurden die inneren Abschlussbauten, die vor den Seitentürmen des Karlstors lagen, abgerissen, so dass das Karlstor vom Platz aus frei sichtbar wurde. Auf den beiden Ecktürmen am Karlstor befanden sich ursprünglich zwei Kuppelaufsätze, die im Zweiten Weltkrieg zerstört und bis heute nicht rekonstruiert wurden.
In direkter Sichtachse an der Sonnenstraße gegenüber dem Karlstor befinden sich das Hotel Königshof und das Pini-Haus. Auf der nordwestlichen Seite wurde der Platz zunächst durch den Alten Botanischen Garten begrenzt. An dieser Stelle wurde im Jahr 1891 der Justizpalast errichtet. An der Südwestseite, wo sich früher der Stachusgarten bzw. das kriegszerstörte Hotel Stachus befanden, steht das von dem Architekten Theo Pabst entworfene Kaufhof-Gebäude (2022 geschlossen).
Der Brunnen wurde 1970 im Zuge des Baus der Münchner S-Bahn eingerichtet; in dieser Zeit entstanden auch das unter dem Platz liegende Einkaufszentrum – das Stachusbauwerk, das größte Untergrundbauwerk Europas, und der unterirdische U- und S-Bahnhof Karlsplatz (Stachus). Der Entwurf des Springbrunnens stammt von Bernhard Winkler (1972). Nachts wird der Brunnen von 28 Leuchten angestrahlt.
Im Jahr 1970 wurden auch die unterirdischen baulichen Anlagen, das eigentliche Stachusbauwerk, eröffnet. Die vier Untergeschosse umfassen rund 500.000 Kubikmeter unter 25.000 m² überbauter Fläche. Geplant wurde das für die damalige Zeit zukunftsweisende Projekt vom Obermeyer. Eine Besonderheit war die Deckelbauweise, die von „oben nach unten“ erfolgte.
2005 wurde das Stachusbauwerk (ohne die Bahnanlagen) von der Landeshauptstadt München an die Stadtwerke München verkauft. Diese fand mit der LBBW einen Investor, der die Anlage bis 2009 für 30 Millionen Euro renovieren wollte; seit Februar 2007 wird das Einkaufszentrum unter dem Namen „Stachus Passagen“ betrieben. LBBW führte einen Architekturwettbewerb zur Modernisierung durch, aus dem das Münchner Architekturbüro Allmann Sattler Wappner als Sieger hervorging. Im Sommer 2011 wurde der Umbau realisiert.
Für das Stachusbauwerk hat die Stadtverwaltung bereits 1971 die Stachusbauwerk-Satzung erlassen, nach der dort weder genächtigt, Alkohol konsumiert, gebettelt, musiziert oder gesessen werden darf.
Die McDonald’s-Filiale im südlichen Rondellbau ist eine der umsatzstärksten weltweit; in der ersten Jahreshälfte 2006 war sie die umsatzstärkste aller Filialen.
Seit 2018 gibt es an der Decke der Stachuspassagen den Sky of Fame mit Münchner Persönlichkeiten.

## Bilder

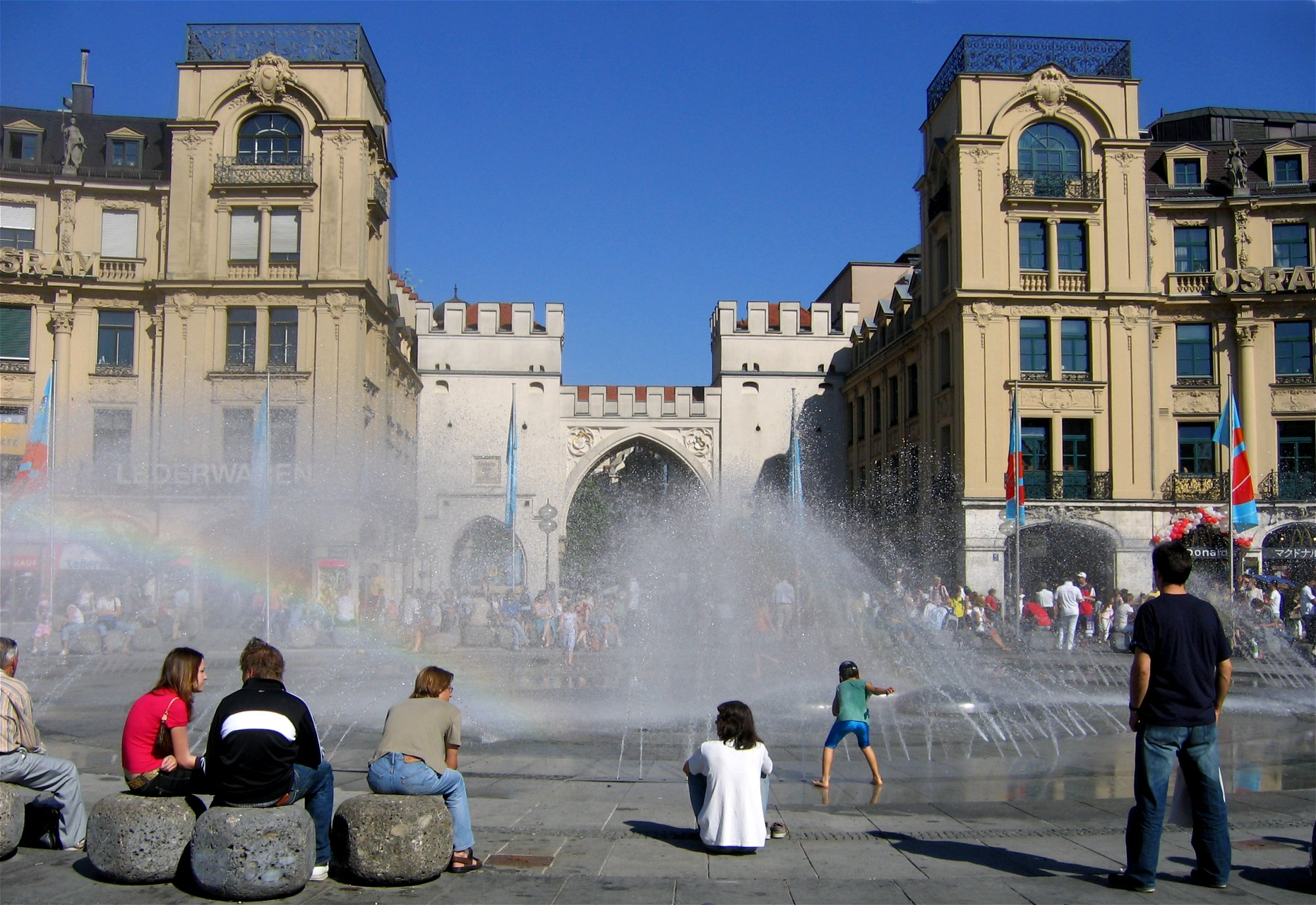
Blick von Westen auf Springbrunnen und Karlstor
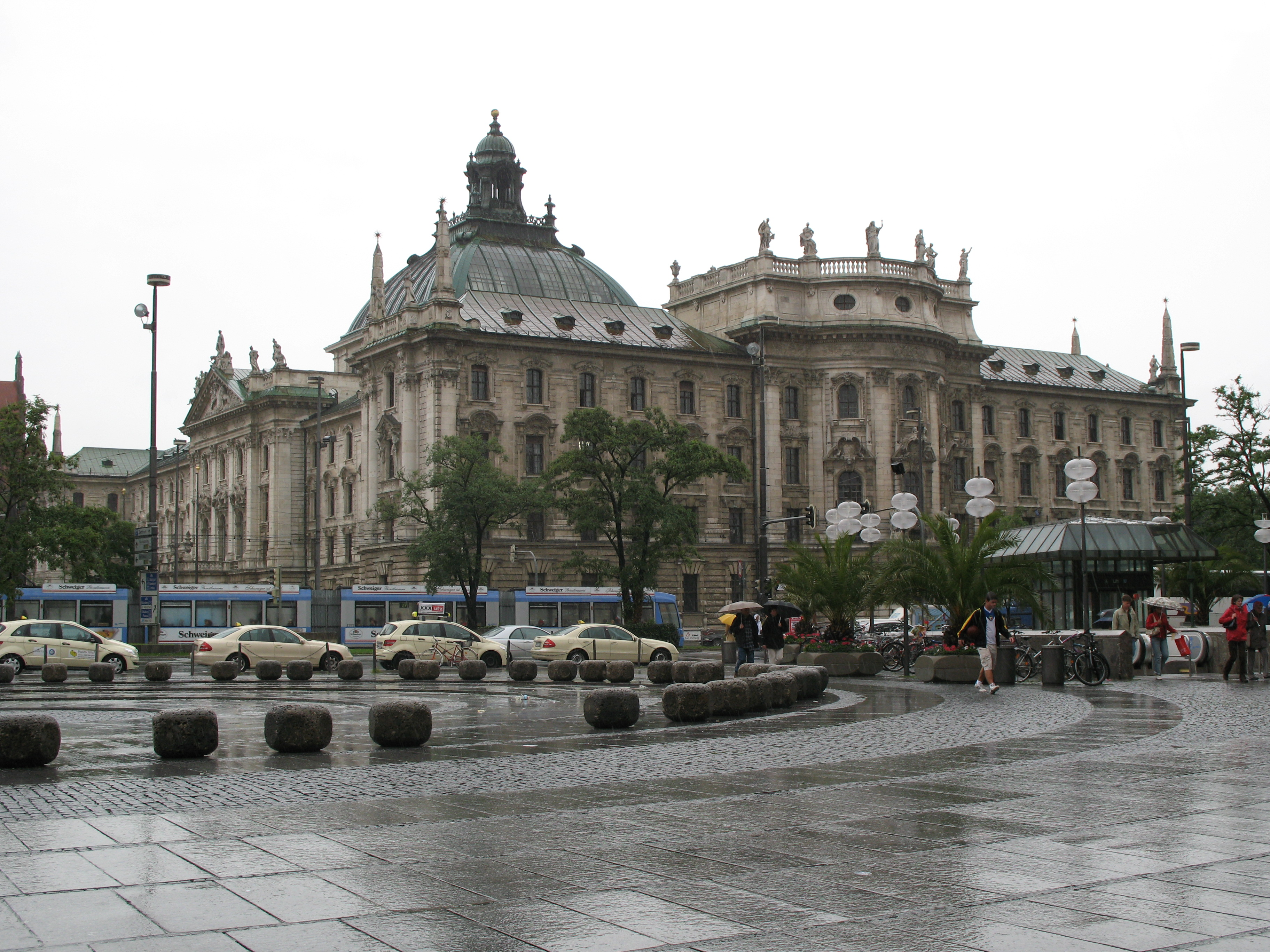
Justizpalast am Westrand des Karlsplatzes
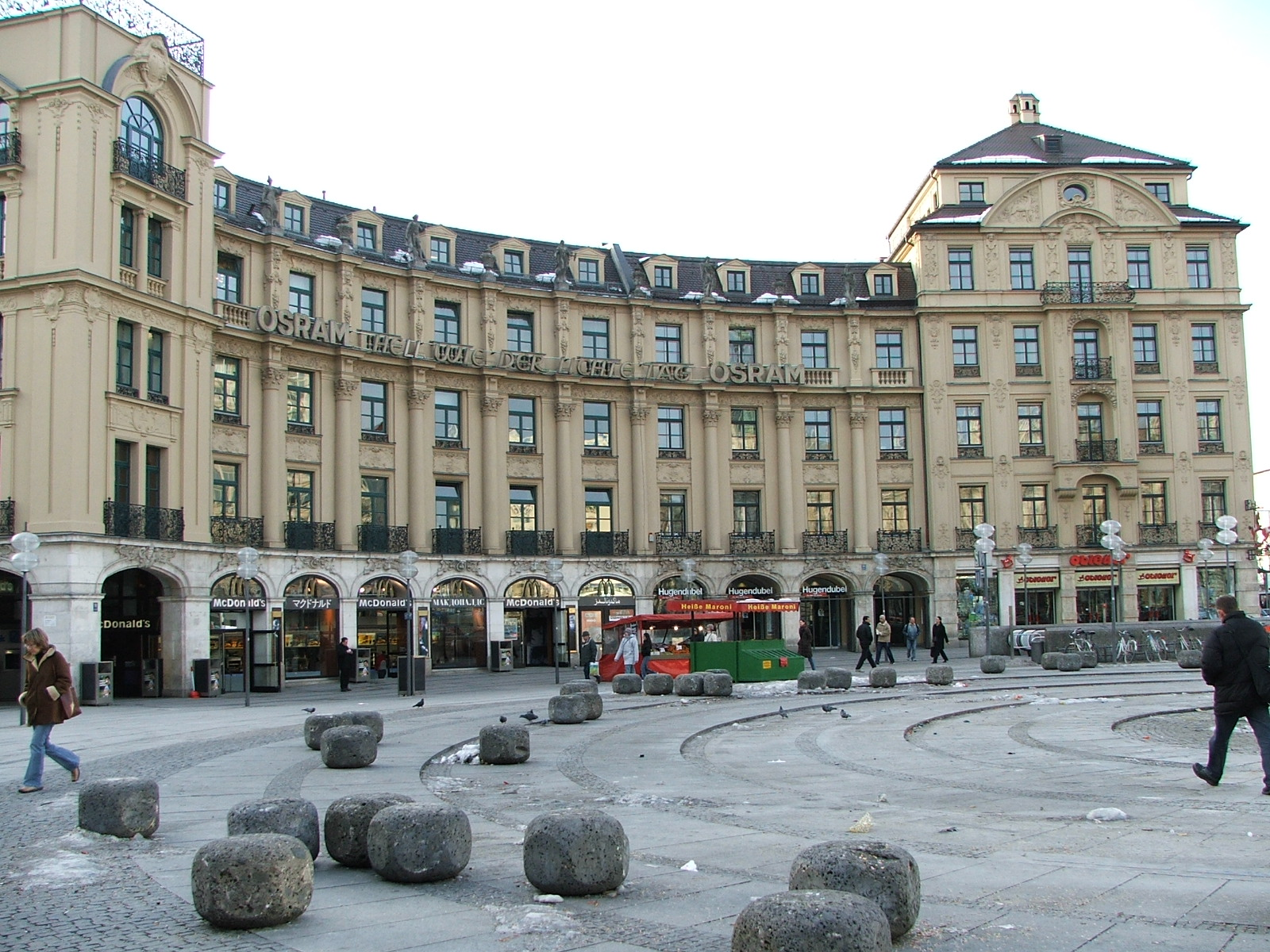
Südhälfte des Karlsplatzrondells
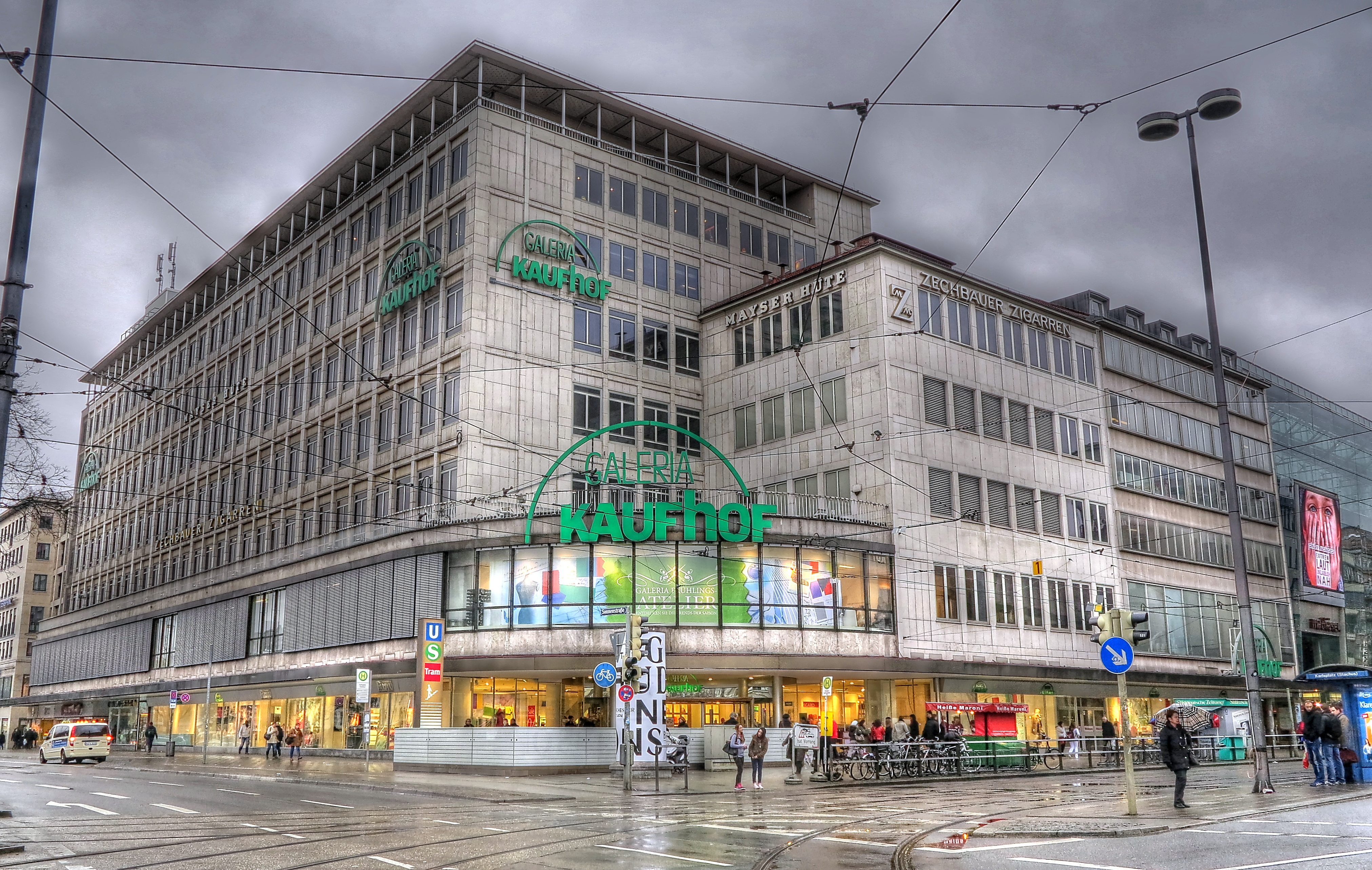
Kaufhof an der Westseite, März 2012
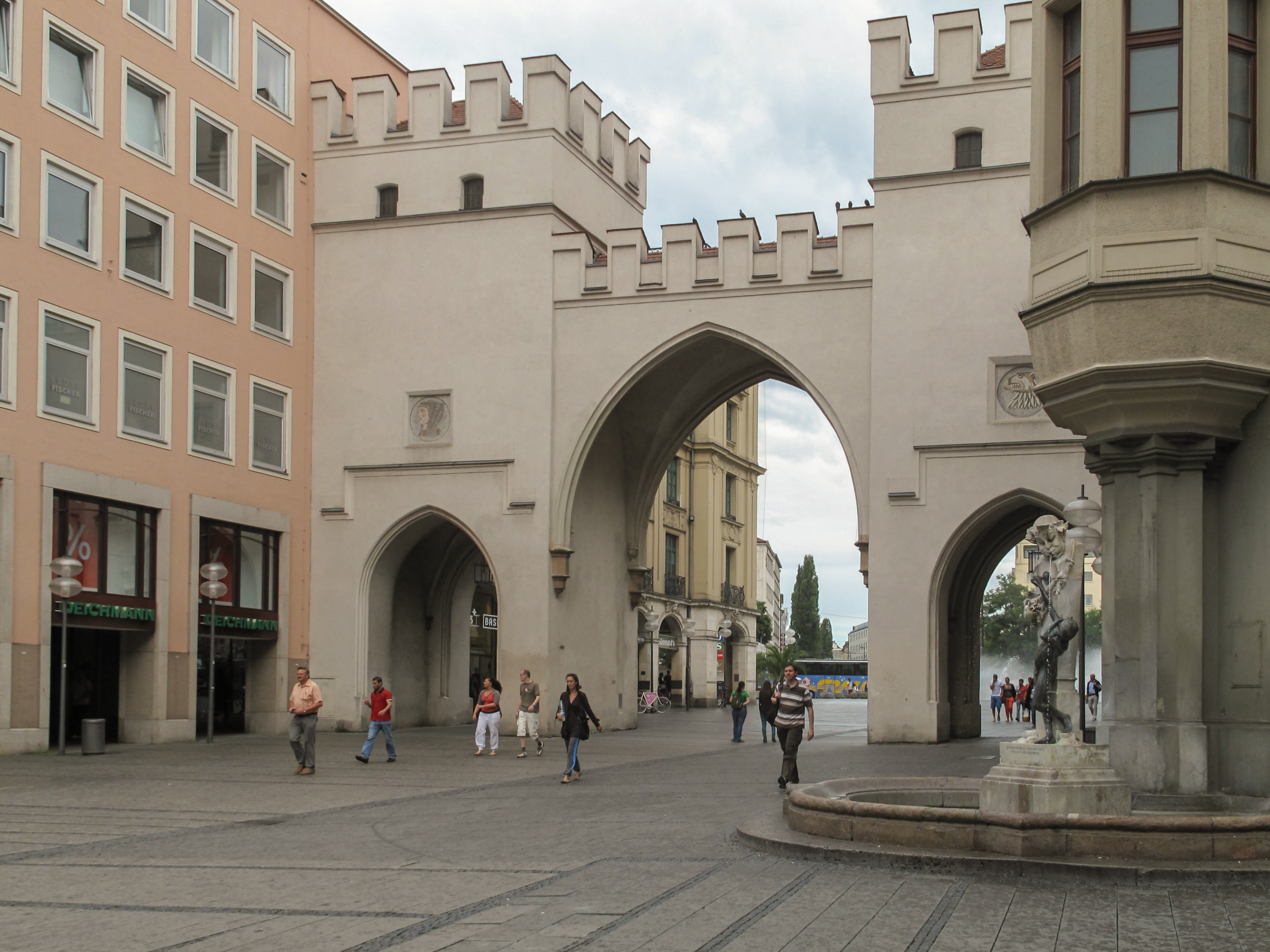
Karlstor
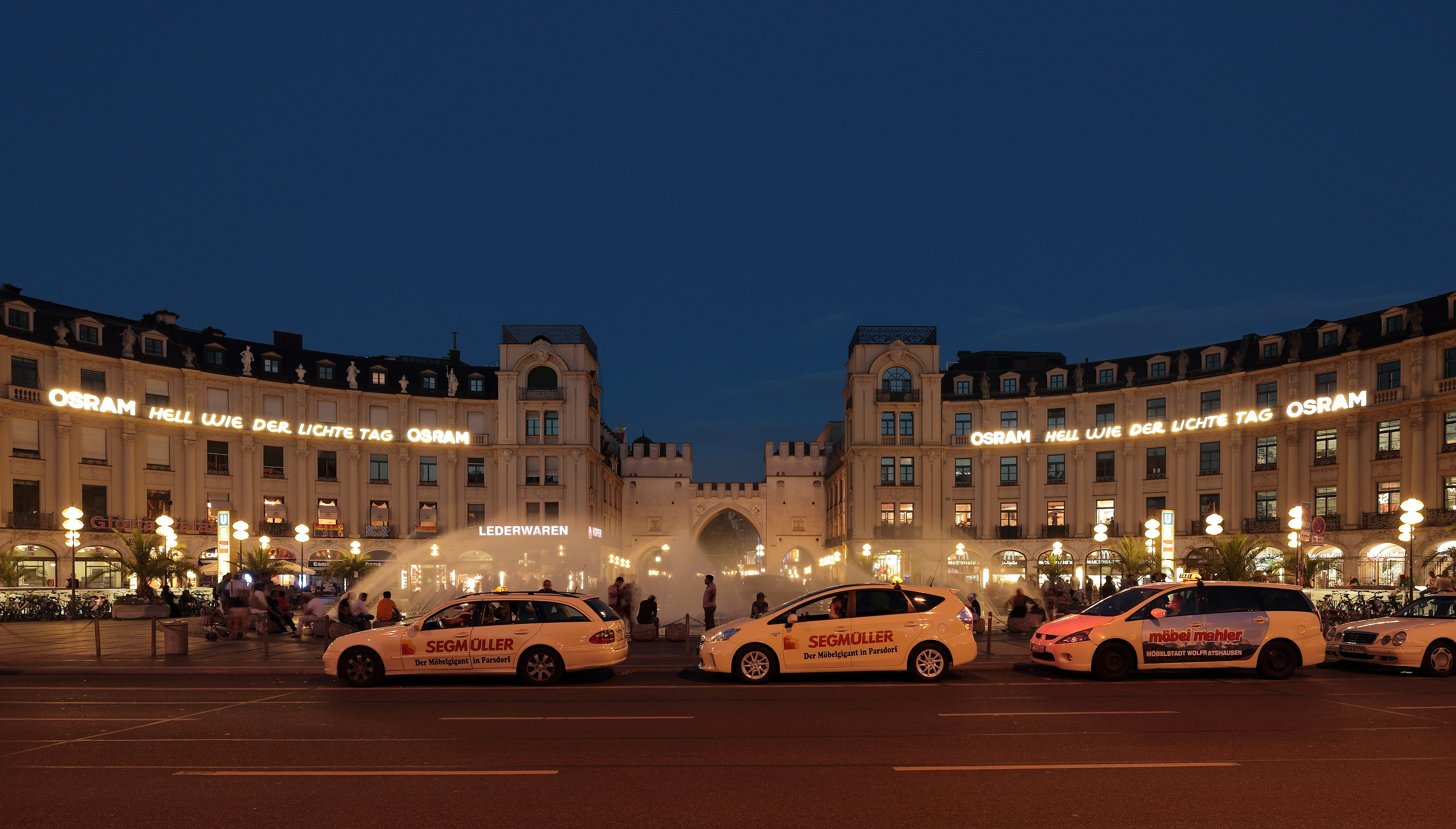
Bei Abenddämmerung

## Diverses
In der Stadt Germering am westlichen Stadtrand von München gibt es eine große Kreuzung, an der fünf – ursprünglich sogar sechs – Straßen zusammenlaufen und in deren Mitte ein Springbrunnen liegt. Angesichts der Ähnlichkeit zum Münchner Stachus wird diese Kreuzung im Volksmund „Kleiner Stachus“ genannt. Zwar ist diese Bezeichnung nur als Bushaltestelle offiziell, sie ist aber auch in der Lokalpresse und im Stadtrat gebräuchlich.
Auch in Lichtenhaag im Landkreis Landshut ist die Bezeichnung Stachus für den zentralen Platz, der Kreuzung aus Haupt-, Vilsbiburger und Leberskirchner Straße, bei der Dorfbevölkerung fest verankert. Auch der dort befindliche Kindergarten trägt den Ausdruck im Namen.